# Praha 3 (1949–1960)

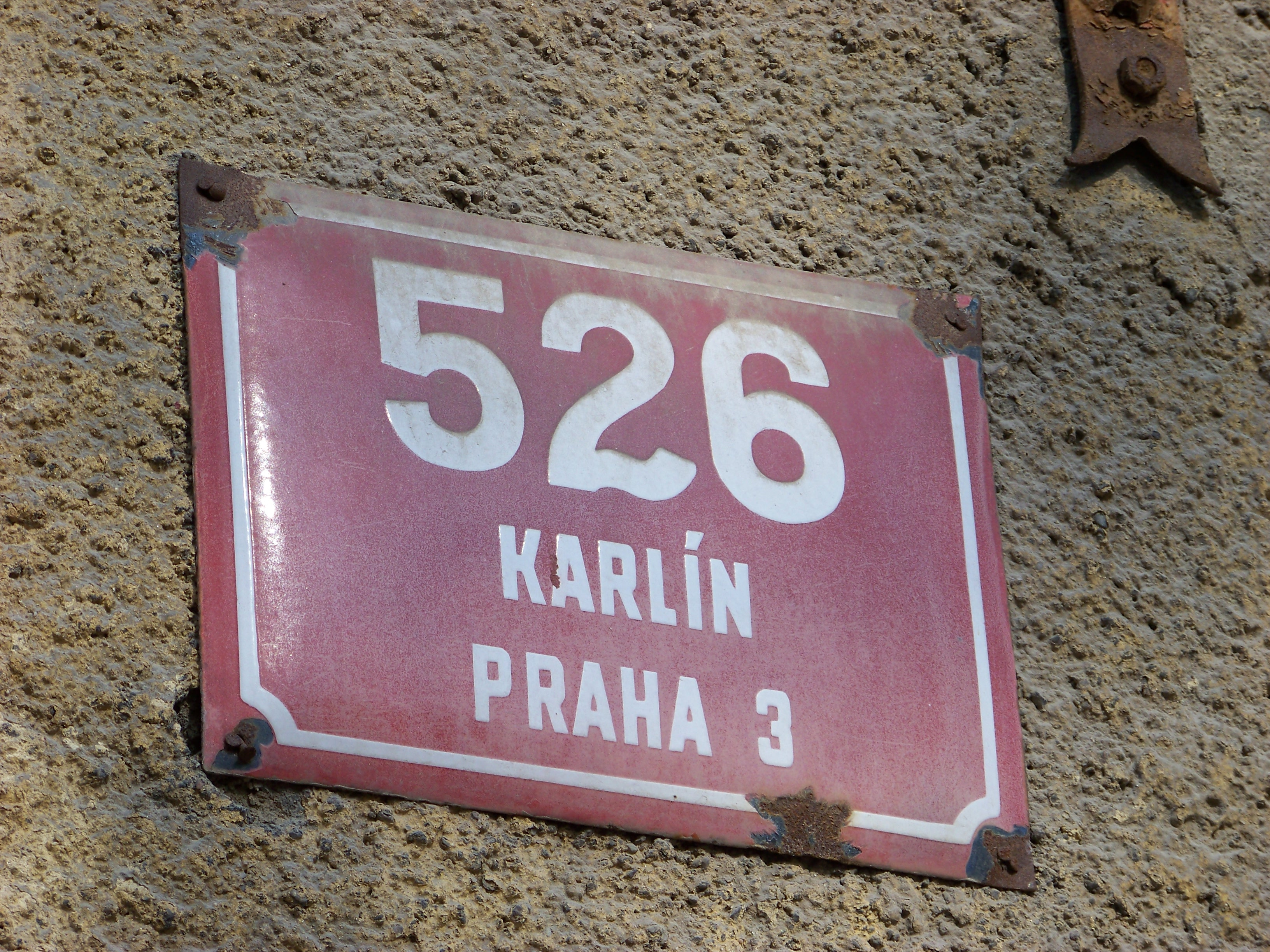
Domovní číslo v Kubově ulici se starým číslem obvodu

Praha 3 bylo v letech 1949–1960 označení městského obvodu hlavního města Prahy, který zahrnoval většinu Karlína a část Nové Město. 
Základem pro vznik obvodu Praha 3 byl dosavadní obvod Praha X (od roku 1947 nazvaný Praha X – Karlín), jehož území bylo totožné s územím Karlína a který vznikl jako volební a samosprávný obvod k 17. lednu 1923 na základě vládního nařízení č. 7/1923 Sb. Obvod Praha 3 vznikl k 1. dubnu 1949, kdy byla Praha vládním nařízením č. 79/1949 Sb. rozčleněna novou správní reformou na 16 městských obvodů číslovaných arabskými číslicemi. Od dosavadního obvodu Praha X se jeho vymezení liší tím, že k obvodu Praha 3 byla připojena část Nového Města, dosud označovaného jako obvod II., a část Karlína (Rustonka) byla připojena k obvodu Praha 8 (1949), který vznikl modifikací dosavadního obvodu Praha VIII – Libeň. Od 11. dubna 1960 zákon č. 36/1960 Sb. vymezil v Praze 10 obvodů, přičemž tento karlínský obvod byl v podstatě připojen k libeňskému obvodu Praha 8. Zákon č. 418/1990 Sb., o hlavním městě Praze, s účinností od 24. listopadu 1990 a poté znovu Statut hlavního města Prahy (vyhláška hl. m. Prahy č. 55/2000 Sb. HMP) s účinností od 1. července 2001 zařadily Karlín a přilehlé části obvodu Praha 8 do městské části Praha 8.